# Dumitru Stăniloae
Dumitru Stăniloae (Vlădeni, Comtat de Braşov, 16 de novembre de 1903 - Bucarest, 5 d'octubre de 1993) va ser un sacerdot, teòleg, professor universitari, traductor, escriptor i periodista romanès. Va ser considerat una de les majors autoritats de la teologia europea del segle xx i el fins ara teòleg romanès més important. Va treballar durant 45 anys en la traducció al romanès de la Filocalia (en dotze volums). Des del 1991 fou membre titular de l'Acadèmia Romanesa.

## Dades biogràfiques
Nascut a Vlădeni com el més petit de 5 germans de Lui Irimie i Rebeca Stăniloae, neta de sacerdot. El 4 d'octubre de 1930 es casà amb Maria (nascuda Mihu). Un any després van nàixer els seus primers fills, dos bessons, Dumitru (mort el setembre de 1931) i Mioara (morta el 1945). El 1933 neix Lidia, batejada per l'històric Ioan Lupaș. El seu únic net, Dumitru Horia, fill de Lidia, neix el 1959.

## Estudis
Va cursar els estudis secundaris al liceu «Andrei Șaguna» de Brașov entre el 1914 i el 1922. A continuació es va apuntar a la Facultat de Lletres de Bucarest (només durant any), continuant després a la Facultat de Teologia de Txernivtsí (entre els anys 1923 i 1927). El 1928 va obtindre allà mateix el doctorat.

## Carrera teològica

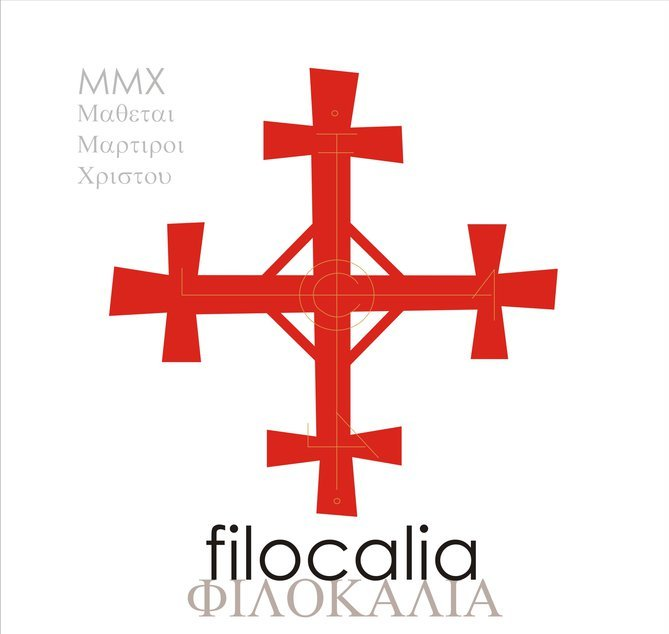
Portada de l'edició d'Humanitas de Filocalia.

Va ser enviat pel metropolità Nicolae Bălan a la Facultat de Teologia d'Atenes (1927 - 1928), Múnic i Berlín (1928 - 1929) per tal d'especialitzar-se en la Dogmàtica i la Història de l'Església. Feu també viatges d'estudis i documentació a París i Belgrad. Tornat a Romania, va ocupar la posició de professor suplent (1929), després provisional (1932) i finalment titular 1935 de Dogmàtica a l'Acadèmia teològica «Andreiana» de Sibiu. Hi va treballar com a professor fins al 1946.
Entre 1929 - 1932 i 1936 - 1937 ensenyà Apologètică, entre 1932 - 1936 Pastoral i entre 1929 i 1934), llengua grega. Fou nomenat rector de l'Acadèmia de teologia el 1936 i n'ocupa la posició fins al 1946.
Fou ordenat diaca el 1931, sacerdot el 1932 i arxipreste stavrofor el 1940. Esdevingué també membre de l'assemblea de diòcesi de l'arquebisbat de Sibiu i conseller de l'arquebisbe.
Des del gener de 1934 fins al maig de 1945 és redactor al «Telegraful Român».
El 1947 va ser cridat a la Facultat de Teologia de Bucarest, a la càtedra d'Ascètica i Mística. El 1948, amb la transformació de la universitat en un Institut Teològic de grau universitari, Dumitru Stăniloae fou nomenat professor titular de Teologia Dogmàtica i Simbòlica.
Des del 1963, després de sortir de l'empresonament d'Aiud, va ocupar la funció de funcionari al Sant Sínode, recuperant l'octubre posterior la càtedra.
El 1968 és convidat a Friburg i Heidelberg, de part del professor Paul Miron, per tal de donar una conferència. El 1969 també va ser conferenciant a Oxford. El 1971 va visitar el Vaticà, com a membre de la delegació B.O.R..
Va ser nomenat «Doctor Honoris Causa» a l'Institut Ortodox Saint Serge de París el 1981 i premiat a Londres amb la distinció honorífica de la «Creu de Sant Agustí de Canterbury» pels seus mèrits teològics i cristians.
El 1990 esdevé membre corresponent de l'Acadèmia Romanesa, i des del 1991 n'és membre titular. Durant el mateix any fou nomenat Doctor Honoris Causa de la Facultat de Teologia d'Atenes. El 1992 rep el primer títol de Doctor Honoris Causa de la Universitat de Bucarest.

## Detenció política
El 5 de setembre de 1958, en el context d'una onada de detencions, va ser arrestat per la Securitate acusat de ser membre de Rugul Aprins; grup al qual no en formava part, però en què participava en reunions habitualment. El 1959 va ser traslladat a la presó d'Aiud, on fou posat sota règim d'aïllament. Finalment fou alliberat el 1963.

## Obres

### Obres teològiques
- Viața și activitatea patriarhului Dosoftei al lerusalimului și legăturile lui cu țările românești, Cernăuți, 1929 169 p. (tesi doctoral);
- Catolicismul de după război, Sibiu, 1933, 204 p.;
- Ortodoxie și românism, Sibiu, 1939, 395 p.;
- Poziția d-lui Lucian Blaga față de creștinism și Ortodoxie, Sibiu, 1942, 150 p.
- Viața și învățătura Sf. Grigorie Palama, Sibiu, 1938, 250 + CLX p.;
- Iisus Hristos sau Restaurarea omului, Sibiu, 1943, 404p.;
- Teologia Dogmatică și Simbolică. Manual pentru lnstitutele Teologice, 2 vol., București, 1958, 1008p. (en col·laboració amb el professor Nicolae Chițescu, Isidor Todoran i loan Petreuță);
- Teologia Dogmatică ortodoxă pentru Institutele Teologice, 3 vol., București, 1978,504 + 380 + 463 p. (considerada «una àmplia síntesi de la Teologia Dogmàtica de l'Església Ortodoxa»);
- Teologia Morală ortodoxă pentru Institutele Teologice, vol. Ill. Spiritualitatea ortodoxă, București, 1981, 320p.;
- Spiritualitate și comuniune în Liturghia ortodoxă, Craiova, 1986, 440p.;
- Chipul nemuritor al lui Dumnezeu, Craiova, 1987, 392 p.;
- Studii de teologie dogmatică ortodoxă, Craiova, 1990, 705 p.;
- Reflectii despre spiritualitatea poporului român, Craiova, 1992, 162 p.
- Sfânta Treime sau La început a fost Iubirea, București, 1993, 96 p.;
- Comentariu la Evanghelia lui loan, Craiova, 1993;
- Iisus Hristos lumina lumii, București, 1993,
- Trăirea lui Dumnezeu în Ortodoxie, Antologie, studiu introductiv și note de Sandu Frunză, Cluj-Napoca, 1993, 240p.
- Națiune și creștinism, Ediție, text stabilit, studiu introductiv și note de Constantin Schifirneț, București:Editura Elion,2004, 289p.
- Filocalia sau culegere din scrierile Sfinților Părinți care arată cum se poate omul curăți, lumina și desăvîrși/ Traducere din grecește, introduceri și note, (București: Harisma, 1994)

### Obres històriques
- Din urmările Ediuctului de tolerant în ținutul Hațegului, în vol.”Fraților Alexandru și loan I. Lapedutu", București, 1936, p. 837-842;
- O luptă pentru pentru Ortodoxie în Țara Hațegului, în Anuarul XV al Academiei teologice <<Andreiane>>", Sibiu, 1939, p. 5 - 76;
- Din urmările Edictului de toleranță în ținutul Făgărașului, în vol. “Omagiu lui loan Lupaș la împlinirea vârstei de 60 de ani", București, 1943, p. 826-833;
- Lupta și drama lui Inocențiu Micu Clain, în BOR, an. LXXXVI, 1968, nr. 9 - 10, p. 1137-1185;
- Uniatismul din Transilvania, opera unei întreite silnicii, în BOR, an. LXXXVII, 1969, nr. 3-4, p. 355-390;
- Uniatismul din Transilvania, încercare de dezmembrare a poporului român, București, 1973, 207 p.;
- Rolul Ortodoxiei în formarea și păstrarea ființei poporului român și a unității naționale, în “Ortodoxia", an. XXX, 1978, nr. 4, p. 584-603;
- Vechimea și spiritualitatea termenilor creștini români în solidaritate cu cei ai limbii române în general, în BOR, an. XCVII, 1979, nr. 3-4, p. 563-590;
- De ce suntem ortodocși? (românii), în MMB, an. I (LXVII), 1991, p. 15-27.

### Altres obres
Colecția Opere complete (Editura BASILICA a Patriarhiei Române)
- vol. 1 - Cultură și duhovnicie. Articole publicate în Telegraful Român (1930-1936), ediție, studiu introductiv și note d'Ion-Dragoș Vlădescu, Ed. Basilica, București, 2012, 912p.;
- vol. 2 - Cultură și duhovnicie. Articole publicate în Telegraful Român (1937-1941), ediție îngrijită de Ion-Dragoș Vlădescu, Ed. Basilica, București, 2012, 884p.;
- vol. 3 - Cultură și duhovnicie. Articole publicate în Telegraful Român (1942-1993), ediție îngrijită de Ion-Dragoș Vlădescu, Ed. Basilica, București, 2012, 834p.;
- vol. 4 - Iisus Hristos sau Restaurarea omului, Ed. Basilica, București, 2013, 528p.;
- vol. 5 - Chipul nemuritor al lui Dumnezeu, Ed. Basilica, București, 2013, 776p.